# Arístides Pertot

 Arístides Pertot  (nacido el 24 de septiembre de 1976 en Lanús) es un futbolista argentino, quien en el año 2009 juega para el equipo finés FC Inter Turku.
Usa la camiseta número 10. 

## Trayectoria
Inició su carrera en el Club Deportivo Español (1995 - 2000), luego pasó al FC Inter Turku (2000 - 2005), al Tampere United (2006), a Temperley (2007 - 2008), al TPS Turku (2008) y nuevamente al FC Inter Turku, en el año 2009.